# Jahrhunderthalle (Frankfurt am Main)

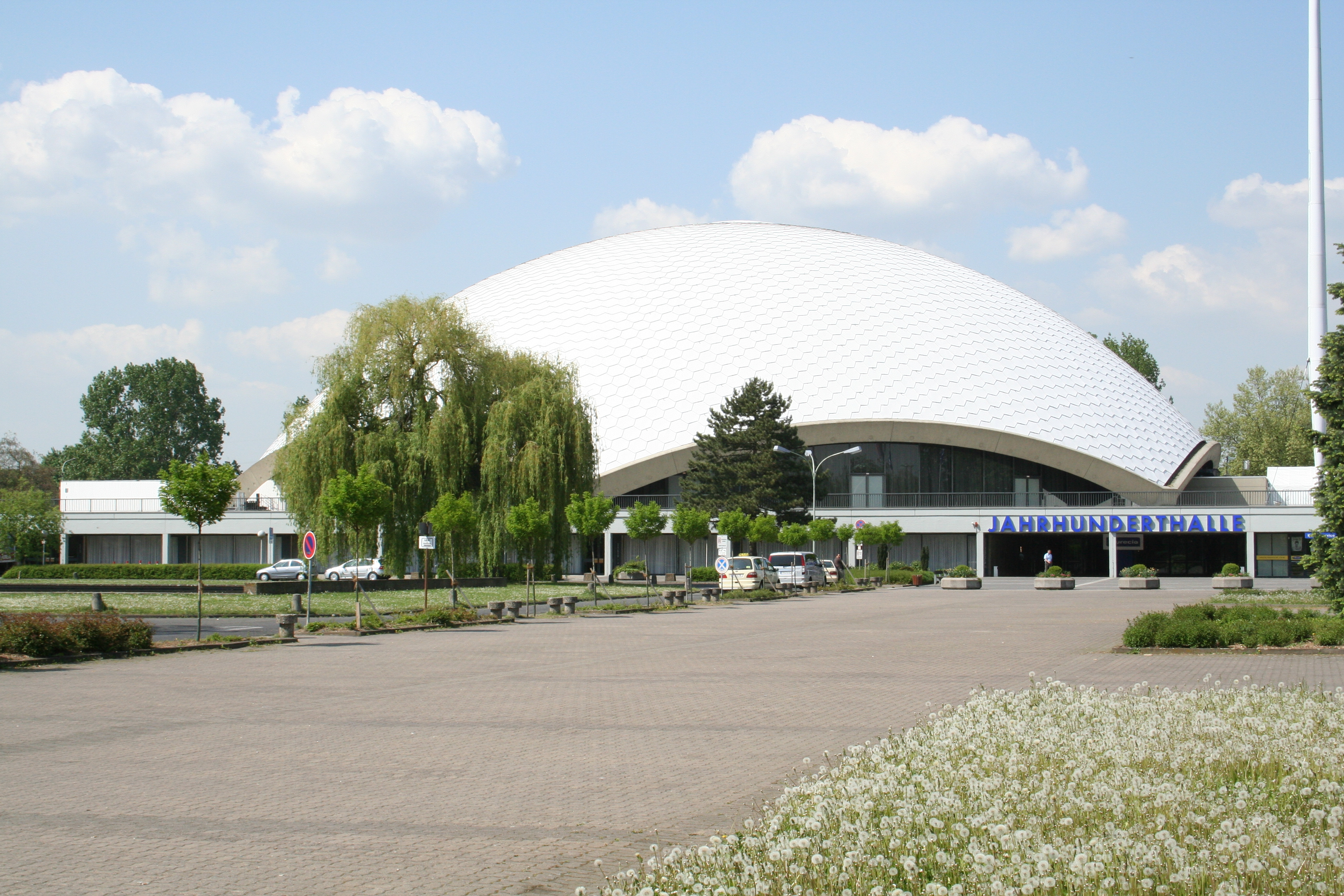
Die Jahrhunderthalle an der Pfaffenwiese

Die Jahrhunderthalle ist eine Konzert- und Kongresshalle in Frankfurt am Main.

## Bau und Name
Mitte der 1950er Jahre wurden die Architekten Friedrich Wilhelm Kraemer und Ernst Sieverts beauftragt, eine Halle anlässlich des hundertjährigen Bestehens der Farbwerke Hoechst AG zu planen. Nach 17-monatiger Bauzeit wurde sie am 11. Januar 1963 eröffnet. Die statische Beratung erfolgte durch das Büro von Hubert Beck aus Frankfurt am Main.
Die freistehende Halle ist trotz ihrer geringen Höhe auch von weitem gut zu erkennen. Grund dafür ist die für die 1960er ungewöhnliche Bauweise. Die Halle besteht aus einer rechteckigen Sockelgeschoss, mit einer Grundfläche von ca. 13.000 Quadratmetern, in der das Foyer und die kleineren Säle sowie das Restaurant untergebracht sind. Darüber spannt sich eine Kuppel mit sechs Auflagerpunkten. Der Durchmesser beträgt etwa 85 Meter. Der Kuppelsaal umfasst eine Fläche von 4.800 m², bietet, je nach Art der Bestuhlung, Platz für bis zu 4.800 Personen. und eine einzigartige Raumakustik, die durch die Lamellendecke der Kuppel ermöglicht wird.

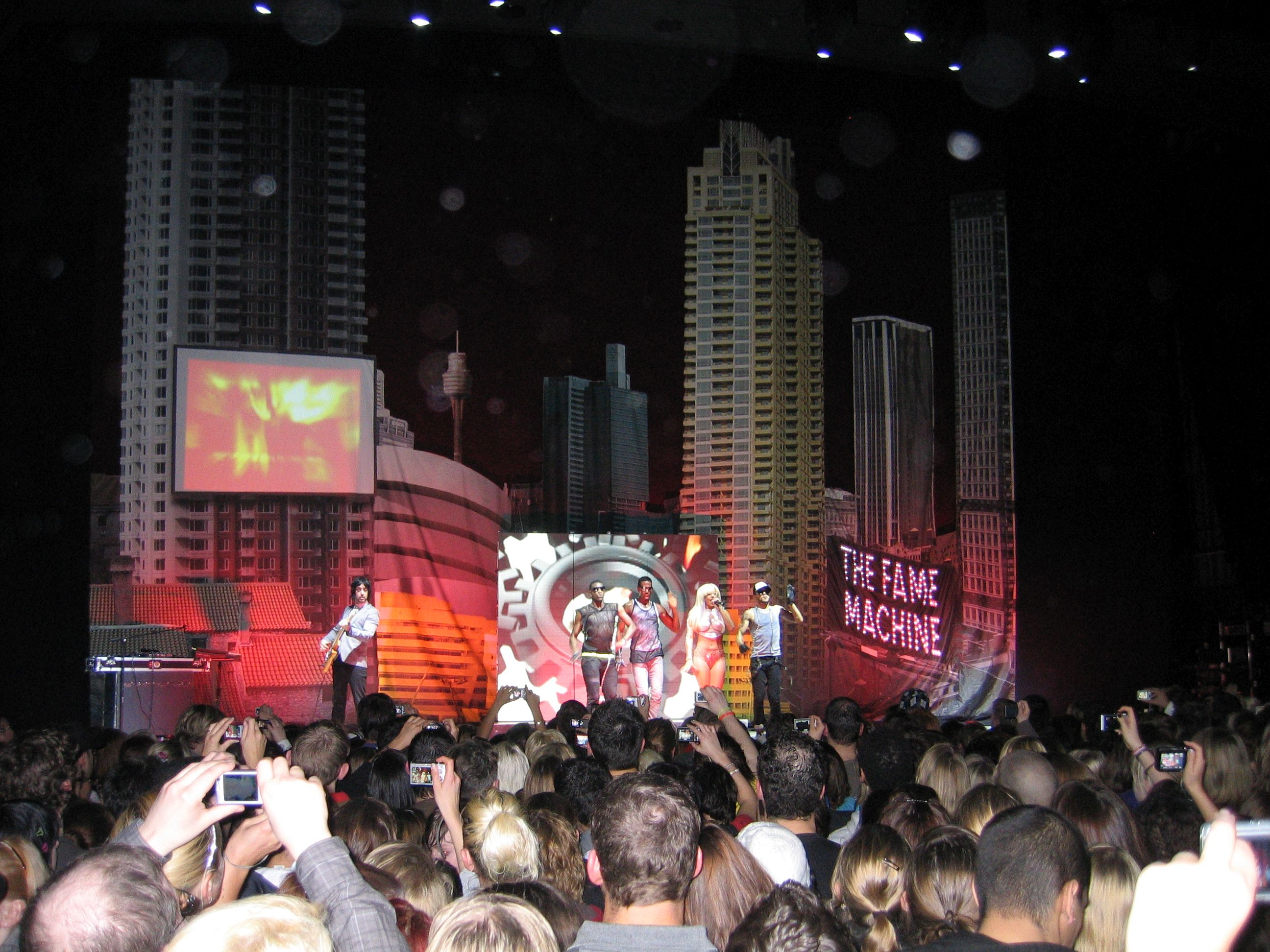
Lady Gaga im Vorprogramm der Pussycat Dolls in der Jahrhunderthalle in Frankfurt/Main (2009)

Die Halle stand anfangs im Eigentum des Hoechst-Konzerns und wurde 1999 für eine symbolische D-Mark an die Deutsche Entertainment AG (DEAG) in Berlin verkauft.
Der ursprüngliche Name der Halle Jahrhunderthalle Hoechst  ist nach dem Unternehmen gebildet und nicht nach dem Stadtteil Frankfurt-Höchst. Die Halle befindet sich auf einem nördlichen Ausläufer der Sindlinger Gemarkung, jedoch innerhalb der Stadtteilgrenzen von Unterliederbach.
Seit dem 60. Jubiläum lautet der offizielle Name „myticket Jahrhunderthalle Frankfurt“.
Der Volksmund gab dem Bau einige Spitznamen:
- Winnackers Wirtschaftswunderwarze oder Winnackers Wohlstands-Pocke nach Karl Winnacker, dem langjährigen Vorstandsvorsitzenden der Hoechst AG[7]
- Pyramidom (mit m) als alliterative Persiflage auf das in der Hoechst-AG gefertigten Schmerzmittel Pyramidon
- Iglu nach der Bauform eines Iglus
- Calimeros Ei nach der Eierschalen-Kopfbedeckung von Calimero[8], einem Anime-Küken

## Nutzung
Die Jahrhunderthalle wird für Konzerte und Hauptversammlungen genutzt, zum Beispiel von der Deutsche Post AG. Das erste Konzert gab Yehudi Menuhin. 1969 folgte Janis Joplins einziges Konzert in Deutschland, organisiert von dem örtlichen Promoter Fritz Rau.
Am 21. Februar 1970 ließ Rau dort auch Jethro Tull auftreten. Bei ihrem ausverkauften Konzert warfen randalierende Rockfans die vordere Glasfront der Jahrhunderthalle ein, um sich Zutritt zu verschaffen. Es entstand ein Schaden von 40.000 DM; Sicherheitsdienste gab es damals noch nicht. Wegen der Krawalle erwogen die Hauseigentümer kurzzeitig, keine Rock-Veranstaltungen mehr zu genehmigen.
- Duke Ellington (6. Februar 1965)
- Ray Charles (29. April 1967)
- James Brown (16. September 1967)
- Bee Gees (4. März 1968)[10]
- Jimi Hendrix (17. Januar 1969)
- Janis Joplin (12. April 1969)
- The Beach Boys (16. Juni 1969)
- Steppenwolf (25. Oktober 1969)
- Jethro Tull (21. Februar 1970)
- Frank Zappa und seine Mothers of Invention (28. November 1971)
- Johnny Cash (28. Februar 1972)
- Grateful Dead (26. April 1972)
- The Doors (29. April 1972)
- Scorpions (26. Januar 1973)
- Diana Ross (25. September 1973)
- Johnny Winter (7. November 1974)
- ABBA (21. November 1974)
- Genesis (3. April 1975)
- Daliah Lavi (21. April 1975)
- Frank Sinatra (25. Mai 1975)
- Mike Oldfield (18. April 1979 und 23. April 1980)
- The Kinks (31. Oktober 1979)
- The Moody Blues (27. Mai 1981)
- Phil Collins (23. November 1982)
- Yes (10. März 1998 und 23. Juni 2004)
- Def Leppard (3. November 2003)
- LL Cool J, mit Vorprogramm: Afrob (20. September 2006)
- 50 Cent, mit Vorprogramm: am2pm (25. November 2007)
- The Pussycat Dolls, mit Vorprogramm: Lady Gaga und Queensberry (10. Februar 2009)
- Faith No More, mit Vorprogramm: Harmful (22. Juni 2009)
- Backstreet Boys (22. November 2009)
- Selena Gomez (14. September 2013)
- Lindsey Stirling (16. Oktober 2014)
- Broilers (28. Dezember 2014)
- Anastacia mit Vorprogramm: Fyre! (26. Januar 2015)
- Deichkind (18. April 2015)
- Frei.Wild (30. April 2015)
- Kraftwerk (2004, und als 3D-Konzert am 1. Dezember 2015)
- Manowar (9. Dezember 2017)
- Greta Van Fleet (15. Juni 2022)
- Heilung (7. Dezember 2022)
- Haftbefehl (15. Dezember 2023)
- Böhse Onkelz (13. August 2024)
- Dream Theater (21. November 2024)
- Papa Roach (23. Januar 2025)